# Province d'Ilam
Pour les articles homonymes, voir Ilam (homonymie).
Ilam est une des trente et une provinces d'Iran.  
Elle est située dans le sud-ouest du pays, à la frontière de l'Irak. Sa capitale est la ville d'Ilam. Sa superficie est de 20 133 km2.
Les villes de la province sont : Ilam, Mehran, Dehloran, Dareh Shahr, Shirvan Va Chardavol, Arakvaz, Malek Shahi, Aivan et Abdanan. La province est entourée du Khuzestan au sud, du Lorestan à l'est, de la Province de Kermanshah au nord et de l'Irak à l'ouest avec qui elle a 425 kilomètres de frontière commune. La population de la province est approximativement de 545 000 habitants (estimation 2005).

## Géographie

Comtés de Ilam

La province d'Ilam est une des régions les plus chaudes d'Iran. Cependant, les régions montagneuses au nord et au nord-est sont relativement fraîches. Les précipitations annuelles moyennes dans la province sont de 578 mm.
En 1996, la température maximum absolue a été de 38 °C en août et la température minimum de 0,4 °C a été enregistrée en février. Le nombre de jours connaissant le gel en hiver est de 27.
Le point culminant de la province est le pic Kabir Kuh à 2 790 m, qui fait partie de la chaîne des Zagros.

## Population et culture
La composition ethnique d'Ilam est majoritairement Kurde et Lor, la première étant concentrée dans la capitale de la province, alors que cette dernière vit principalement dans les régions du sud de la province. La plupart est de confession chiite.

## Histoire
Des études archéologiques limitées et quelques découvertes indiquent que la présence tribale remonte à 6000 ans à Ilam. Des preuves historiques montrent que la province d'Ilam faisait partie de l'antique empire Élamite.
Sur des inscriptions élamites et babyloniennes, Ilam est appelée Alamto ou Alam, qui signifie « montagnes » ou « le pays du levant ». Ilam a aussi fait partie de l'empire Achéménide. L'existence de nombreux vestiges historiques dans les provinces du Lorestan et d'Ilam appartenant à l'époque Sassanide indique l'importance de cette région à cette époque.
De la fin du XIe siècle jusqu'au début du XIIIe siècle, des tribus Kurdes ont gouverné la région.
En 1930, au cours de la division administrative du pays, Ilam est devenu une partie de la Province de Kermanshah et n'est devenue une province à part entière que plus tard. Ilam est toujours une province tribale à de nombreux points de vue, mais les relations entre tribus ont changé considérablement au cours des dernières années.

## Ilam aujourd'hui
Au cours de la Guerre Iran-Irak, Ilam a payé un très lourd tribut, et les intenses bombardements irakiens n'ont laissé aucune infrastructure économique à la province. Ilam est donc une des provinces les moins développées d'Iran. Le taux de chômage était estimé à 19,9 % en 2003.
Ce n'est que récemment que le gouvernement central a commencé à investir dans des industries comme les installations pétrochimiques avec l'aide des Japonais, à proximité d'Ilam. La province a aussi un très fort potentiel touristique, avec 174 sites répertoriés par l'Organisation de l'héritage Culturel de l'Iran, bien que ce potentiel reste inexploité.

### Universités
La province d'Ilam accueille les universités suivantes :
- Université des sciences médicales d'Ilam
- Université d'Ilam
- Université islamique libre d'Ilam

### Personnes notables
- Darioush Rezaeinejad, nuclear energy scientist, born in Abdanan (Ilam)
- Navid Mohammadzadeh, Iranian actor
- Hamed Konarivand, Iranian Teakwondo athlete
- Mojtaba Maleki, Iranian strongman
- Zabiholla Pourshaib, Iranian karateka
- Ali Shadman, Iranian actor
- Said Lotfi, Iranian footballer
- Pouria Norouzian, Iranian sport shooter
- Armina Sadeghian, Iranian sport shooter
- Ali Hashemi, Iranian weightlifter
- Jahangir Asgari, Iranian footballer
- Behrouz Boochani, Iranian-Kurdish writer, filmmaker

### Attractions
- Imamzadehs : il existe principalement des mausolées du Moyen Âge : Imamzadeh Ali Saleh, Imamzadeh Seyd mammad Abed, Imamzadeh Seyd Akbar, Imamzadeh Seyd Fakhreddin, Imamzadeh Seyd Nasereddin, Imamzadeh Ibrahim, Imamzadeh Abbas, Imamzadeh Abdullah, Imamzadeh Pir Muhammad, Imamzadeh Baba Seifuddin, Imamzadeh Mehdi Saleh, Imamzadeh Ibrahim Qetal, Imamzadeh Seyd Hasan, Imamzadeh Seyd Salaheddin Muhammad, Imamzadeh Haji Bakhtiar, Imamzadeh Haji Hazer, Imamzadeh Jabir.
- Temples du feu (10 au total) : il y a des sites Zoroastriens datant de l'époque Sassanide, maintenant en ruines : Siyahgol Iwan, Chahar Taghi in Darreh Shahr.
- Résidences, forts et châteaux (90 au total) : Ghal'eh Vali (époque Qajare), Posht Ghal'eh Chowar, Ghal'eh Paghela Chekarbuli, Ghal'eh Falahati (époque Qajare), château Shiagh à Dehloran (époque Sassanide), fort Ismail Khan, Château de Sam (fin de l'époque Parthe), château Pur Ashraf, Mir Gholam Hashemi ghal'eh, Posht Ghal'eh Abdanan (Sassanide), Konjancham fort, Shirin and Farhad iwan à Mehran (époque Parthe), Château Hezar Dar (Sassanide), Fort Sheikh Makan (Sassanide), Fort Zeinal.
- Pont de l'époque Sassanide (5 au total).
- Nombreux sites archéologiques (Teppes) et ruines de l'époque Sassanide et précédente (224 au total).
- Ruines de villes anciennes (22 au total).
- Sources, grottes, 3 habitats naturels protégés et parcs provinciaux.